# Rômulo Togni
Rômulo Eugênio Togni (São Leopoldo, 9 settembre 1982) è un allenatore di calcio ed ex calciatore brasiliano, di ruolo centrocampista.

## Carriera
Cresciuto nel Grêmio, arriva in Italia giocando inizialmente per il Belluno in Serie D.
Nel 2003 passa al Manfredonia, con cui passa dalla Serie D alla Serie C1.
Nel 2007 passa all'Arezzo, giocando tre campionati in terza serie.
Nel 2011 si trasferisce al Sorrento, con cui gioca un campionato in Lega Pro Prima Divisione.
L'anno successivo si trasferisce al Pescara, vincendo il campionato di Serie B. Confermato anche per la stagione in massima serie, non trova spazio con Giovanni Stroppa in panchina salvo poi trovare la maglia da titolare, ed esordire in Serie A, in Pescara-Roma (0-1) della 14ª giornata, sotto la guida del tecnico Cristiano Bergodi che sostituisce Stroppa alla guida del Pescara. Nella partita contro il Catania del 21 dicembre della 18ª giornata, nella sua quinta apparizione stagionale, segna il suo primo gol in Serie A, realizzando il 2-1 al 95' con un calcio di punizione.
Il 2 luglio 2013 passa all'Avellino, in Serie B, firmando un contratto triennale.
Il 22 agosto 2014 viene ceduto in prestito alla SPAL.
Il 1º luglio 2015 fa ritorno in Irpinia ma, sebbene impiegato nel pre-campionato, viene messo fuori rosa in seguito a delle incomprensioni con la società e ad un infortunio che si sarebbe procurato per una sua negligenza. Il 7 gennaio 2016 rescinde consensualmente il contratto che lo legava ai Lupi e il 12 dello stesso mese firma per la Maceratese.
Nella stagione successiva si trasferisce in Serie D 2016-2017 al Cuneo, dove vince il campionato.
Fine carriera da giocatore e inizio da allenatore -Mezzolara-
Il 5 luglio 2017 firma per il Mezzolara, rimanendo in Serie D. Il 29 dicembre decide di ritirarsi dal calcio giocato, diventando il nuovo vice allenatore del club emiliano. Il 1º giugno 2018 viene promosso capo allenatore per la stagione 2018-2019 e resta in carica fino al 30 giugno 2021.
Carpi
Il 14 dicembre 2021 prende il posto dell'esonerato Claudio Gallicchio e diventa il nuovo allenatore dell'Athletic Carpi, sempre in Serie D.
Lentigione
Il 9 giugno 2022 viene ufficializzato come nuovo allenatore del Lentigione, ancora in Serie D. La stagione sulla panchina gialloblù inizia male , con appena 3 punti raccolti in 5 incontri di campionato (frutto di 3 pareggi e 2 sconfitte).  Proprio la debacle interna contro lo United Riccione del 28 settembre, porta la società a sollevarlo dall'incarico, 48 ore più tardi.
Ritorno al Mezzolara
Il 28 Novembre 2023 ritorna sulla panchina del Mezzolara, squadra che staziona in piena zona retrocessione nel girone D della Serie D, dove subentra all' esonerato Michele Nesi. Il 5 marzo seguente, dopo la sconfitta interna contro il Sant' Angelo e con la squadra penultima in classifica, rassegna le dimissioni.

## Statistiche

### Presenze e reti nei club
| Stagione           | Squadra            | Campionato         | Campionato | Campionato | Coppe nazionali | Coppe nazionali | Coppe nazionali | Coppe continentali | Coppe continentali | Coppe continentali | Altre coppe | Altre coppe | Altre coppe | Totale | Totale |
| Stagione           | Squadra            | Comp               | Pres       | Reti       | Comp            | Pres            | Reti            | Comp               | Pres               | Reti               | Comp        | Pres        | Reti        | Pres   | Reti   |
| ------------------ | ------------------ | ------------------ | ---------- | ---------- | --------------- | --------------- | --------------- | ------------------ | ------------------ | ------------------ | ----------- | ----------- | ----------- | ------ | ------ |
| 2002-2003          | Belluno            | D                  | 22         | 3          | -               | -               | -               | -                  | -                  | -                  | -           | -           | -           | 22     | 3      |
| 2003-2004          | Manfredonia        | D                  | 20         | 1          | -               | -               | -               | -                  | -                  | -                  | -           | -           | -           | 20     | 1      |
| 2004-2005          | Manfredonia        | C2                 | 28         | 2          | CI-C            | 0               | 0               | -                  | -                  | -                  | -           | -           | -           | 28     | 2      |
| 2005-2006          | Manfredonia        | C1                 | 31         | 2          | CI+CI-C         | 3+0             | 0               | -                  | -                  | -                  | -           | -           | -           | 34     | 2      |
| 2006-gen. 2007     | Manfredonia        | C1                 | 17         | 2          | CI-C            | 2               | 0               | -                  | -                  | -                  | -           | -           | -           | 19     | 2      |
| Totale Manfredonia | Totale Manfredonia | Totale Manfredonia | 96         | 7          |                 | 5               | 0               | -                  | -                  | -                  | -           | -           | -           | 101    | 7      |
| gen.-giu. 2007     | Arezzo             | B                  | 14         | 0          | CI              | -               | -               | -                  | -                  | -                  | -           | -           | -           | 14     | 0      |
| 2007-2008          | Arezzo             | C1                 | 21         | 1          | CI-C            | 3               | 1               | -                  | -                  | -                  | -           | -           | -           | 24     | 2      |
| 2008-2009          | Arezzo             | 1D                 | 14         | 0          | CI+CI-LP        | 1+0             | 0               | -                  | -                  | -                  | -           | -           | -           | 15     | 0      |
| 2009-2010          | Arezzo             | 1D                 | 26+2       | 4          | CI+CI-LP        | 2+2             | 0               | -                  | -                  | -                  | -           | -           | -           | 32     | 4      |
| Totale Arezzo      | Totale Arezzo      | Totale Arezzo      | 75+2       | 5          |                 | 8               | 1               | -                  | -                  | -                  | -           | -           | -           | 85     | 6      |
| 2010-2011          | Sorrento           | 1D                 | 33+2       | 7          | CI+CI-LP        | 1+0             | 0               | -                  | -                  | -                  | -           | -           | -           | 36     | 7      |
| 2011-2012          | Pescara            | B                  | 21         | 1          | CI              | 1               | 0               | -                  | -                  | -                  | -           | -           | -           | 22     | 1      |
| 2012-2013          | Pescara            | A                  | 17         | 2          | CI              | 0               | 0               | -                  | -                  | -                  | -           | -           | -           | 17     | 2      |
| Totale Pescara     | Totale Pescara     | Totale Pescara     | 38         | 3          |                 | 1               | 0               |                    | -                  | -                  |             | -           | -           | 39     | 3      |
| 2013-2014          | Avellino           | B                  | 13         | 0          | CI              | 4               | 0               | -                  | -                  | -                  | -           | -           | -           | 17     | 0      |
| 2014-2015          | SPAL               | LP                 | 30         | 3          | CI-LP           | 1               | 0               | -                  | -                  | -                  | -           | -           | -           | 31     | 3      |
| 2015-gen.2016      | Avellino           | B                  | 0          | 0          | CI              | 0               | 0               | -                  | -                  | -                  | -           | -           | -           | 0      | 0      |
| Totale Avellino    | Totale Avellino    | Totale Avellino    | 13         | 0          |                 | 4               | 0               |                    | -                  | -                  |             | -           | -           | 17     | 0      |
| gen.-giu. 2016     | Maceratese         | LP                 | 13         | 0          | CI+CI-LP        | 0               | 0               | -                  | -                  | -                  | -           | -           | -           | 13     | 0      |
| 2016-2017          | Cuneo              | D                  | 32+2       | 2          | CI-D            | 3               | 0               | -                  | -                  | -                  | -           | -           | -           | 37     | 2      |
| lug.-dic. 2017     | Mezzolara          | D                  | 15         | 0          | CI-D            | 0               | 0               | -                  | -                  | -                  | -           | -           | -           | 15     | 0      |
| Totale carriera    | Totale carriera    | Totale carriera    | 367+6      | 28         |                 | 23              | 1               |                    | -                  | -                  |             | -           | -           | 396    | 29     |

### Statistiche da allenatore
Statistiche aggiornate al 19 giugno 2019.
| Stagione            | Squadra          | Campionato       | Campionato | Campionato | Campionato | Campionato | Coppe nazionali | Coppe nazionali | Coppe nazionali | Coppe nazionali | Coppe nazionali | Coppe continentali | Coppe continentali | Coppe continentali | Coppe continentali | Coppe continentali | Altre coppe | Altre coppe | Altre coppe | Altre coppe | Altre coppe | Totale | Totale | Totale | Totale | % Vittorie | Piazzamento    |
| Stagione            | Squadra          | Comp             | G          | V          | N          | P          | Comp            | G               | V               | N               | P               | Comp               | G                  | V                  | N                  | P                  | Comp        | G           | V           | N           | P           | G      | V      | N      | P      | %          | Piazzamento    |
| ------------------- | ---------------- | ---------------- | ---------- | ---------- | ---------- | ---------- | --------------- | --------------- | --------------- | --------------- | --------------- | ------------------ | ------------------ | ------------------ | ------------------ | ------------------ | ----------- | ----------- | ----------- | ----------- | ----------- | ------ | ------ | ------ | ------ | ---------- | -------------- |
| 2018-2019           | Mezzolara        | D                | 34+1       | 7          | 14+1       | 13         | CI-D            | 3               | 2               | 0               | 1               | -                  | -                  | -                  | -                  | -                  | -           | -           | -           | -           | -           | 38     | 9      | 15     | 14     | 23,68      | 14º            |
| 2019-2020           | Mezzolara        | D                | 25         | 9          | 9          | 7          | CI-D            | 5               | 4               | 0               | 1               | -                  | -                  | -                  | -                  | -                  | -           | -           | -           | -           | -           | 30     | 13     | 9      | 8      | 43,33      | 7º             |
| 2020-2021           | Mezzolara        | D                | 34         | 9          | 12         | 13         | -               | -               | -               | -               | -               | -                  | -                  | -                  | -                  | -                  | -           | -           | -           | -           | -           | 34     | 9      | 12     | 13     | 26,47      | 13º            |
| dic. 2021-feb. 2022 | Carpi            | D                | 7          | 1          | 2          | 4          | CI-D            | -               | -               | -               | -               | -                  | -                  | -                  | -                  | -                  | -           | -           | -           | -           | -           | 7      | 1      | 2      | 4      | 14,29      | Sub., eson.    |
| lug.-sett. 2022     | Lentigione       | D                | 5          | 0          | 3          | 2          | CI-D            | 1               | 0               | 0               | 1               | -                  | -                  | -                  | -                  | -                  | -           | -           | -           | -           | -           | 6      | 0      | 3      | 3      | &0,00      | Eson.          |
| nov. 2023-2024      | Mezzolara        | D                | 0          | 0          | 0          | 0          | CI-D            | -               | -               | -               | -               | -                  | -                  | -                  | -                  | -                  | -           | -           | -           | -           | -           | 0      | 0      | 0      | 0      | —          | Sub., in corso |
| Totale Mezzolara    | Totale Mezzolara | Totale Mezzolara | 94         | 25         | 36         | 33         |                 | 8               | 6               | 0               | 2               |                    |                    |                    |                    |                    |             |             |             |             |             | 102    | 31     | 36     | 35     | 30,39      |                |
| Totale carriera     | Totale carriera  | Totale carriera  | 106        | 26         | 41         | 39         |                 | 9               | 6               | 0               | 3               |                    |                    |                    |                    |                    |             |             |             |             |             | 115    | 32     | 41     | 42     | 27,83      |                |

## Palmarès

### Club

#### Competizioni nazionali
- Campionato italiano di Serie B: 1

Pescara: 2011-2012
- Serie C2: 1

Manfredonia: 2004-2005 (girone C)
- Serie D: 3

Belluno: 2002-2003
Manfredonia: 2003-2004
Cuneo: 2016-2017